# Élections générales espagnoles de 1851
Les élections générales espagnoles de 1851 sont les élections à Cortès célébrées en Espagne le 10 mai 1851, durant la Décennie modérée du règne d'Isabelle II, au suffrage censitaire masculin.
La législature commence le 1er juin 1851, le Parlement est suspendu du 29 juillet au 5 novembre de la même année avant d'être nouveau suspendu le 5 décembre et la législature prend fin le 7 janvier 1851.